# Вальсека
Вальсека (ісп. Valseca) — муніципалітет в Іспанії, у складі автономної спільноти Кастилія-і-Леон, у провінції Сеговія. Населення — 306 осіб (2010).
Муніципалітет розташований на відстані близько 75 км на північний захід від Мадрида, 6 км на північний захід від Сеговії.

## Демографія
Динаміка населення (INE ):